# Зависимостное маркирование
Зави́симостное марки́рование — один из способов кодирования синтаксических отношений, при котором грамматические показатели выражаются на зависимом элементе отношения.
Зависимостное маркирование противопоставляется вершинному. Существуют также двойное маркирование, при котором показатели располагаются как на вершине, так и на зависимом элементе, нулевое маркирование, где формальные показатели отсутствуют; кроме того, как особая стратегия выделяется варьирующее маркирование, при котором ни один из указанных выше типов не является в языке доминирующим.

## История изучения
К такому явлению, как маркирование синтаксических отношений, лингвисты стали обращаться ещё в начале XX века. Существенное значение в понимании противопоставления вершинного и зависимостного маркирования оказала работа Тадеуша Милевского, посвящённая главным образом языкам индейцев Северной Америки.
На сегодняшний день главным специалистом в области типологии локусов маркирования является Джоханна Николс из США. Она ввела понятие типа (локуса) маркирования и изучила возможные межъязыковые различия, ставшие существенным признаком классификации языков в типологии.

## Варианты проявлений стратегий маркирования
Вершиной является тот элемент, который определяет синтаксические отношения целой составляющей. Вершина непосредственно подчиняется управляющему элементу; зависимое — составляющая, находящаяся в отношении подчинения своей вершине.
| Конструкция            | Вершина          | Зависимые             |
| ---------------------- | ---------------- | --------------------- |
| Посессивная            | Обладаемое       | Посессор (обладатель) |
| Атрибутивная           | Имя              | Прилагательное        |
| Предложная/послеложная | Предлог/послелог | Имя                   |
| Предикативная          | Глагол           | Актанты               |

Чаще всего маркирование выражается различными аффиксами, однако для этой цели могут служить клитики или изменение основы слова.
Маркирование может быть разделено на три типа, в зависимости от значения и его формального выражения.
Маркирование может указывать на определённые свойства слова; так, например, в латинском языке глагол может указывать на лицо и число подлежащего:
- am-o любить-1Sg «я люблю»
- am-as любить-2Sg «ты любишь»

Маркирование может определять положение и назначение слова. Так, падеж в русском языке определяет место слова в синтаксической структуре (в предложении): например, винительный падеж определяет прямое дополнение (люблю Машу) и зависимое положение некоторых предлогов (влюбился в Машу).
При маркировании выражается само наличие другого слова, без указания на его свойства и назначение.

## Зависимостное маркирование в различных синтаксических конструкциях

### Именная группа

#### Конструкция с посессором
Посессивная конструкция является одной из наиболее значимых (наравне с конструкцией с переходным глаголом) при определении типа маркирования в языке. При зависимостном маркировании в качестве вершинного элемента выделяется обладаемое, в качестве зависимого — посессор.
Это свойственно европейским языкам, в том числе русскому, где посессор стоит в родительном падеже: «кровать мужчин-ы (Gen)».

#### Атрибутивная конструкция
Зависимым членом является прилагательное, вершиной — существительное. Подобное обнаруживается в чеченском языке, где прилагательное располагает показателями рода (й- и д- указывают на класс существительного).
- д-овха хи д- горячий вода «горячая вода»
- й-овха шура й- горячий молоко «горячее молоко»

### Конструкция с предлогами/послелогами
Имя в предложной группе является зависимым членом, и на нём располагаются показатели (например, падежные) в случае зависимостного маркирования, в то время как сам предлог/послелог не несёт указания на тип синтаксических отношений.
Предложная группа в языке восточный помо:
- xa: lé:-Na di: té: дерево-Loc напротив «напротив дерева»

### Предикативнаяконструкция
Маркирование в клаузе является зависимостным, если актанты обладают показателями падежа, а глагол не получает специальных показателей наличия зависимых.
Это можно показать на примере японского языка:
- otoko-ga onna-ni tegami-o kaita мужчина-Nom женщина-Dat письмо-Acc написать «мужчина написал письмо женщине»

Пример из чеченского языка:
- с-о цьун-га туьйх-и-ра 3Sg-Erg 3Sg-Dat ударить-формант недавнопрошедшего времени-формант очевиднопрошедшего времени «он его ударил»

Русский язык в целом определяется как язык с зависимостным маркированием, однако в предикативной конструкции глагол согласуется с актантом в числе, роде и лице, что может расцениваться как проявление двойного маркирования (падеж имени + согласование с именем на глаголе): «человек купи-л (единственное число, мужской род) картину».

## Расщеплённая маркированность
В случае расщепления показатели маркированности могут располагаться на разных элементах в зависимости от определённых свойств. На изменение типа маркирования могут влиять класс именной группы, падеж, глагольные показатели (такие, как время и вид).
Часто в языках, применяющих зависимостную стратегию кодирования в посессивной конструкции, показатели переносятся на вершину группы при классе неотчуждаемых существительных — терминах родства или частей тела. Так образуется расщеплённая маркированность в сахаптинском языке:
- íləm alíD мой(Gen) сделанная вещь «моя сделанная вещь»
- na-tut-as 1Sg-отец-1Sg «мой отец»

В амхарском языке расщеплённая маркированность появляется при местоименной посессивной конструкции, где используются либо вершинный, либо зависимостный тип:
- sini-ye чашка-1Sg «моя чашка» (вершинное маркирование)
- yä-ňňa mākina наш-Gen машина «наша машина» (зависимостное маркирование)

При выражении посессора существительным последовательно избирается зависимостная стратегия:
- yä-wändəm ləğğ Gen-брат ребёнок «ребёнок брата»

## Распространение типов маркирования
Тип (локус) маркирования в настоящее время является одним из наиболее важных параметров для межъязыкового сравнения. Языки могут проявлять себя по-разному: один язык может выбирать одну модель маркирования для всех типов конструкций, другие могут выбирать для разных конструкций разные типы маркирования. Разные конструкции не всегда имеют одинаковый вес в типологическом сравнении. К примеру, предложная / послеложная конструкция присутствует не во всех языках, и им уделяется меньше внимания в грамматических описаниях, поэтому они не всегда учитываются при межъязыковом сравнении.
Вершинное и зависимостное маркирование распространены в гораздо большей степени, чем другие стратегии маркирования. Исходя из этого, можно говорить о противопоставлении языков с вершинной и зависимостной моделями. Согласно ареальным исследованиям Джоханны Николс, зависимостное маркирование в большей степени свойственно языкам Европы, Азии и Африки. Вершинное маркирование характерно для синтетических языков и больше распространено в Северной, Центральной и Южной Америке. В общей же выборке отношение зависимостного маркирования к вершинному для разных конструкций было примерно равнозначным. В языках Океании и Новой Гвинеи соотношение двух типов маркирования приблизительно одинаково.
Накопленные знания о структуре разных языков позволяют делать подобные обобщения и представлять имеющийся материал в виде иллюстративных карт. Ниже приведены карты распространения типов маркирования во «Всемирном атласе языковых структур».